# Polska Armia Ludowa
Polska Armia Ludowa (PAL) – lewicowa konspiracyjna organizacja zbrojna z okresu II wojny światowej działająca w latach 1943–1945.

## Geneza i powstanie
PAL została utworzona w Warszawie 7 kwietnia 1943. Pierwotna nazwa tej organizacji brzmiała Armia Ludowa, jednak ostateczną nazwę dla tej organizacji ustalono po 15 lipca 1943 r., po ukazaniu się artykułu w organie centralnym PPR „Trybuna Wolności”, w którym została rzucona myśl przekształcenia Gwardii Ludowej w Armię Ludową – po tym terminie niektóre oddziały GL PPR po dokonaniu akcji zostawiały pokwitowania jako Armia Ludowa, dlatego dodano na początku do nazwy przymiotnik „polska”. Początkowo do nowo zorganizowanej armii, która została nazwana Polską Armią Ludową, weszła Milicja Ludowa RPPS i część Komendy Obrońców Polski, która po rozbiciu nie podporządkowała się Armii Krajowej, oraz część oddziałów Gwardii Obrony Narodowej, grup szturmowych „ZEW”, a od października 1943 także oddziały wojskowe Polskiej Ludowej Akcji Niepodległościowej. Organizacje współtworzące PAL weszły do niej na zasadach autonomii i z zachowaniem własnych nazw. Naturalnymi częściami składowymi PAL – jak przewidywali jej twórcy – obok oddziałów robotniczych winny być oddziały chłopskie Batalionów Chłopskich oraz pracownicy umysłowi i zawodowi wojskowi, którzy dostarczali kadr dla tej armii. Kierownictwo PAL liczyło na pomoc materialną ze strony ZSRR, co umożliwiłoby rozszerzenie walki przeciwko niemieckiemu okupantowi, jak i skupienie większych sił demokratycznych. Komendantem organizacji był Henryk Borucki, ps. „Czarny”. Szefem sztabu i zastępcą komendanta głównego oraz dowódcą Okręgu Warszawskiego PAL był pułkownik Julian Skokowski ps. „Zaborski”, dawny dowódca murmańczyków. Zastępcą dowódcy PAL z ramienia KC RPPS był kierownik Wydziału Wojskowego RPPS Jan Mulak ps. „Franciszek”.
W ślad za organizacją armii podjęto próbę stworzenia demokratycznej reprezentacji politycznej, której zadaniem byłoby utworzenie rządu polskiego na platformie centrolewu. Późną jesienią powstał przy udziale Robotniczej Partii Polskich Socjalistów i innych grup demokratycznych Naczelny Komitet Ludowy Zjednoczonych Stronnictw Demokratycznych i Socjalistycznych, który w swej deklaracji programowej przyjął zasadę natychmiastowego przeprowadzenia reformy rolnej bez wykupu i uspołecznienia środków produkcji. Dla podkreślenia negatywnego stosunku do rządu londyńskiego deklaracja NKL zrywała z konstytucją z 1935, która stanowiła podstawę legalizmu rządu londyńskiego. Przewodnictwo NKL objął Wacław Barcikowski, sekretarzem wybrany został Stanisław Chudoba, młody przywódca RPPS. NKL spełniał funkcję zwierzchnika politycznego PAL-u. Po przystąpieniu do NKL-u kolejnych grup demokratycznych i syndykalistycznych NKL został przekształcony na Centralny Komitet Ludowy, którego postulaty społeczne i polityczne zostały sformułowane w deklaracji CKL-u z 4 marca 1944. Podstawowym postulatem społecznym deklaracji CKL-u była również natychmiastowa reforma rolna bez wykupu, przeprowadzona przez chłopskie komitety gminne, uspołecznienie kluczowych gałęzi przemysłu przy pomocy komitetów fabrycznych, które w momencie usuwania okupanta nie dopuszczą do powrotu obcych i rodzimych kapitalistów. W polityce zagranicznej, stojąc na platformie współpracy ze wszystkimi państwami, deklaracja kładła specjalny nacisk na konieczność dobrosąsiedzkich stosunków z ZSRR. W sprawie granic wschodnich CKL stał na stanowisku granic narodowościowych. Na odcinku wojskowym CKL, będący zwierzchnikiem politycznym PAL, uważał, że zarówno Armia Ludowa, PAL, Armia Krajowa, Armia Polska w ZSRR, jak i inne oddziały emigracyjne stanowić winny części składowe jednej Armii Polskiej, na czele której stanie naczelny dowódca, powołany przez rząd, oparty na woli narodu wyrażonej w warunkach niepodległości. Koncepcja CKL-u była niewątpliwie próbą kompromisu między Krajową Radą Narodową a Radą Jedności Narodowej.

## Działania zbrojne poza Warszawą i udział w powstaniu w stolicy
Polska Armia Ludowa działała głównie w Warszawie i na terenach przedwojennego województwa warszawskiego oraz w Lublinie i na terenach przedwojennych województw lubelskiego, łódzkiego i kieleckiego. Jej działalność koncentrowała się głównie na sabotażu kolejowym (tzw. kolejówkach) i propagandzie. Istniało kilka oddziałów partyzanckich PAL, w tym dwa oddziały Milicji Ludowej RPPS. Wybrane akcje Polskiej Armii Ludowej to na przykład:
- 13–14 czerwca 1943 grupa bojowa PAL wywodząca się z socjalistycznych oddziałów Milicji RPPS wykonała akcję spalenia wojskowych magazynów materiałów pędnych w Forcie Wawrzyszewskim. W jej rezultacie zginęło również kilku żołnierzy niemieckich. Akcją dowodził komendant ML RPPS – Władysław Andrzejczak[7][8]
- 25 czerwca 1943 grupa bojowa PAL zastrzeliła w Skierniewicach szefa Arbeitsamtu, Rittera[9][niewiarygodne źródło?].
- 10 września 1943 oddział PAL zniszczył niemieckie kino „Tęcza” w Warszawie na Żoliborzu[10][niewiarygodne źródło?].
- 30 marca 1944 oddział PAL zaatakował i zdobył kasę Gestapo, zwaną „Bankiem Mienia Pożydowskiego”, konfiskując 10 mln złotych, ściągniętych z ludności Warszawy jako kontrybucja[11][niewiarygodne źródło?].
- 2 lipca 1944 oddział PAL rozbił samochód z gestapowcami pod Starą Miłosną. Zginęło 2 oficerów niemieckich[12][niewiarygodne źródło?].
- 17 stycznia 1945 oddziały AL i PAL wsparte przez ochotników innych formacji, uderzyły na niemieckie transporty i linie kolejowe w okolicach Pruszkowa, Warszawy i Żyrardowa[13][niewiarygodne źródło?].

Latem 1944 przedstawiciele PAL prowadzili rozmowy na temat porozumienia podporządkowującego organizację Armii Krajowej. Potwierdza to meldunek generała Stanisława Piękosia „Skały”, który 7 sierpnia 1944 pisał do pułkownika Antoniego Chruściela „Montera”, że 30 lipca 1944 uzgodnił z płk. Janem Rzepeckim, szefem Oddziału VI Komendy Głównej AK, podporządkowanie AK oddziałów PAL w czasie planowanej akcji powstańczej. 27 lipca 1944 PAL podpisała porozumienie o współpracy z Korpusem Bezpieczeństwa. Jej oddziały dowodzone w powstaniu warszawskim przez pułkownika Juliana Skokowskiego walczyły na Woli, Starówce, Śródmieściu i Mokotowie, liczyły ogółem kilkuset żołnierzy. 15 września 1944 włączona do Połączonych Sił Zbrojnych AL, PAL i KB, których dowódcą został pułkownik Julian Skokowski. W styczniu 1945 ppłk Kazimierz Zawadzki „Zadziora” ze strony PAL podpisał porozumienie o włączeniu do PAL Polskiej Armii Powstania.
Polską Armię Ludową rozwiązano 23 stycznia 1945, a większość żołnierzy i oficerów PAL-u wstąpiła do ludowego Wojska Polskiego.

## Odznaczenia, symbole i prasa
Naczelne Dowództwo PAL ustanowiło dla bojowników organizacji własne odznaczenia: Krzyż Wyzwolenia oraz Odznakę Bojową (orzeł bez korony trzymający w szponach Trzy Strzały). Emblemat Odznaki Bojowej był jednocześnie symbolem Polskiej Armii Ludowej widocznym min. na pieczęci jej Naczelnego Dowództwa. Na legitymacjach potwierdzających przynależność do organizacji widniał orzeł bez korony oraz skrzyżowane ze sobą młot i miecz na tle wieńca laurowego.
Wiadomo również, że Naczelne Dowództwo nadawało odznaczenia przyznawane przez rząd londyński tj. Order Virtuti Militari, Krzyż Walecznych i Krzyż Zasługi z Mieczami, do których dodawano dyplomy własnej produkcji.
Centralnymi organami prasowymi organizacji były pisma „Polska Żyje”, „Kurier”, zaś w powstaniu – „Kurier Mokotowski”.